# 自治正教会
自治正教会（じちせいきょうかい、ギリシア語: Αυτονομία, ロシア語: Автономия（Автономная церковь）, 英語: Autonomy（Autonomous Church）とは、キリスト教・正教会の教会組織の種別・地位。自治教会（じちきょうかい）とも呼ばれる。「自治正教会」「自治教会」のいずれも、日本正教会の各種公式ホームページや出版物といった日本語媒体で見られるものであって正式な訳語であるが、本項はルーテル教会およびその他の教派の用語と区別するために「自治正教会」の記事名を採った。

## 概要
正教会には独立正教会（独立教会）のほか、自治正教会（自治教会）という教会組織の地位がある。
組織としては自治正教会は文字通り自治を行っているが、各独立正教会・自治正教会は異なる教義を持つものではなく、同じ信仰を有している。
自治教会は正教会において、その大主教か府主教である首座主教が独立教会の一つから認可を受ける以外は全ての点において完全な自律を行う、教会組織の地位である。一部からのみその地位を承認されているケースでは、承認していない教会からは一教区扱いとなる場合や、母教会から断絶していて地位のみならず教会法上の合法性も疑われている場合もある。
- シナイ山自治教会
- フィンランド正教会
- 日本正教会（一部のみその地位を承認。承認していない教会からは一教区扱い。）
- ウクライナ正教会（「自治正教会の広い権を有する自主管理教会」[2]。承認していない教会からは一教区扱い。）
- エストニア使徒正教会（一部のみその地位を承認。承認していない教会からは一教区扱い。なお別に、ロシア正教会の自主管理教会としてのエストニア正教会がある。）
- 中国正教会（一部のみその地位を承認。承認していない教会からは一教区扱い。）
- 正統オフリド大主教区（一部のみその地位を承認。承認していない教会からは一教区扱い。）

## 分類
- 正教会（ギリシャ正教、東方正教会） — 正教会の洗礼・聖体機密（聖体礼儀）を含む機密（秘蹟）は全ての正教会で有効。「ルーマニア正教会」「ロシア正教会」は組織名であり、一組織を信仰するかのような「ロシア正教を信仰する」「グルジア正教を信仰する」といった表現は誤りである。
  - 独立正教会（一部からの承認のみのものを含む）
    - アメリカ正教会
    - アルバニア正教会
    - アレクサンドリア教会（アレクサンドリア総主教庁）
    - アンティオキア教会（アンティオキア総主教庁）
    - ウクライナ正教会 (2018年設立)
    - エルサレム教会（エルサレム総主教庁）
    - キプロス正教会
    - ギリシャ正教会
    - グルジア正教会
    - コンスタンティヌーポリ教会（コンスタンティヌーポリ全地総主教庁）
    - セルビア正教会
    - チェコスロバキア正教会
    - ブルガリア正教会
    - ポーランド正教会
    - マケドニア正教会　一部のみその地位を承認。
    - ルーマニア正教会
    - ロシア正教会

  - 自治正教会（一部の承認のものも含む）
    - エストニア使徒正教会 — 一部のみその地位を承認。承認していない教会からは一教区扱い。
    - シナイ正教会
    - 正統オフリド大主教区 — 一部のみその地位を承認。承認していない教会からは一教区扱い。
    - 中国正教会 — 一部のみその地位を承認。承認していない教会からは一教区扱い。
    - 日本ハリストス正教会 — 一部のみその地位を承認。承認していない教会からは一教区扱い。
    - フィンランド正教会

  - 自主管理教会
    - アンティオキア正教会北米大主教区
    - ウクライナ正教会 (モスクワ総主教庁系)
    - エストニア正教会 — ロシア正教会の自主管理教会。
    - 在外ロシア正教会
    - モルドバ正教会
    - ラトビア正教会
    - 他